# Lena Olving
Lena Olving, nacida en 1956, es una ingeniera mecánica y directora sueca. Es considerada la mujer más poderosa de Suecia en el ámbito empresarial.

## Biografía
Lena Olving tiene una licenciatura en ingeniería mecánica de Chalmers. En 2013, se convirtió en la directora ejecutiva de Micronic Mydata, que desde entonces ha cambiado su nombre a Mycronic. Dejó el puesto de directora ejecutiva de Mycronic en 2019 cuando se jubiló. En 2022, está activa en ocho juntas directivas, de las cuales preside tres, y se dedica a lo que llama "Bollplank as a Service".
Anteriormente, desde el 1 de diciembre de 2008, Olving fue vicepresidenta y jefa de operaciones del grupo de defensa Saab. Antes de eso, fue directora de Volvo Personvagnar en Asia. En 2010, fue nombrada por la revista Veckans Affärer como la mujer más poderosa de Suecia en el ámbito empresarial.
Lena Olving fue presentadora de verano en el programa de radio Sommar el 10 de agosto de 2010.

## Familia
Lena Olving es hija del profesor Sven Olving.

## Premios y distinciones
- 2006: Miembro de la Academia Sueca de Ciencias de la Ingeniería (IVA, 2006)
- 2018: Medalla de oro de 12º tamaño de Su Majestad el Rey de Suecia (Kon:sGM12, 2018) por destacadas contribuciones al empresariado sueco
- 2022: Medalla Gustaf Dalén "por sus contribuciones a la industria sueca e internacional"